# Oladi

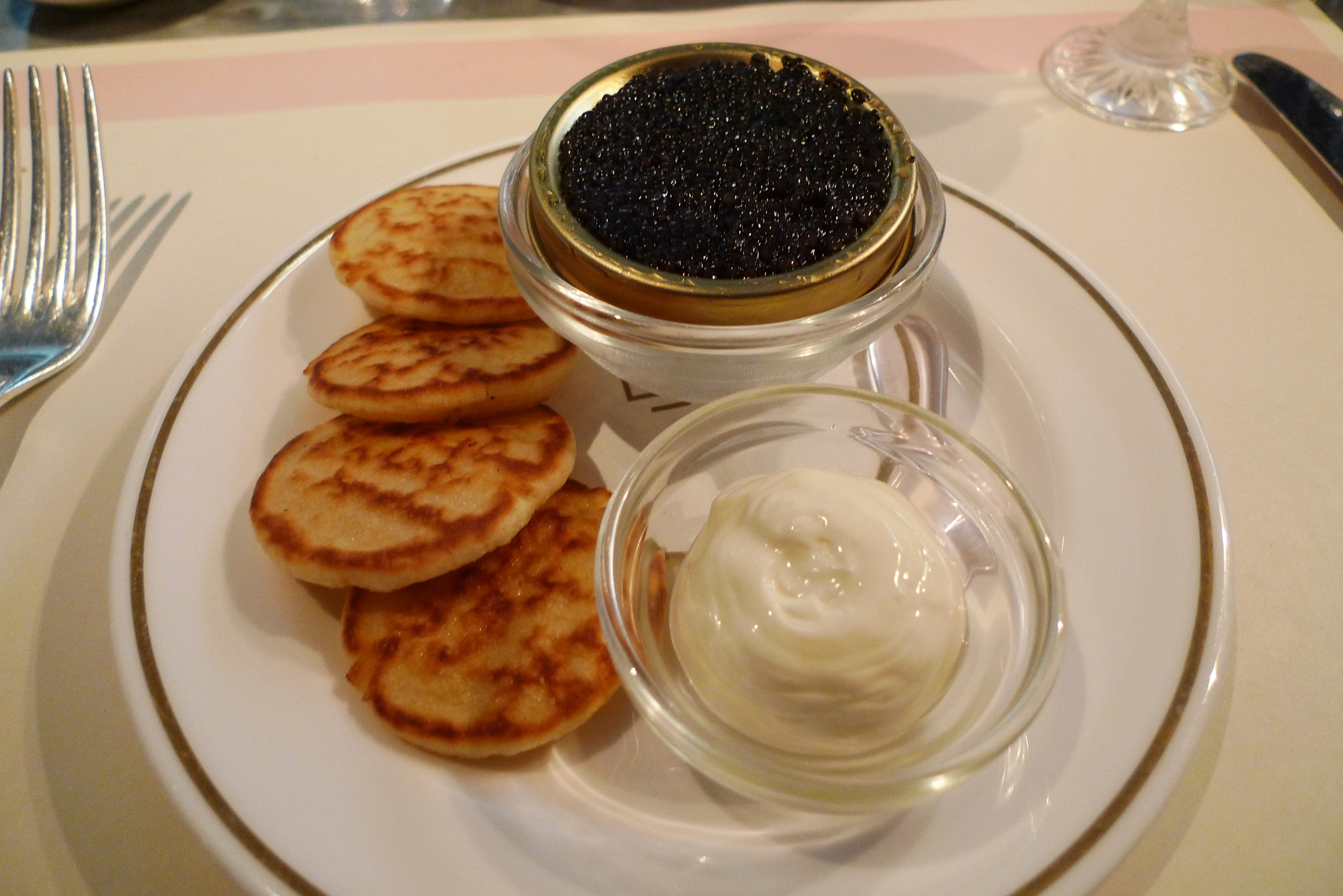
Oladi amb caviar negre i smetiana

Els oladi - oладьи (rus) - són unes postres tradicionals russes semblants a les creps, fetes a partir de farina, ous, sucre i llet. A diferència de les creps, tenen un gust diferent perquè se'ls afegeix soda o llevat a la massa.